# 伊比乌纳
伊比乌纳是巴西圣保罗州的一个市镇。总面积1059.689平方公里，总人口75616人，人口密度71.4人/平方公里。